# Petite Venise

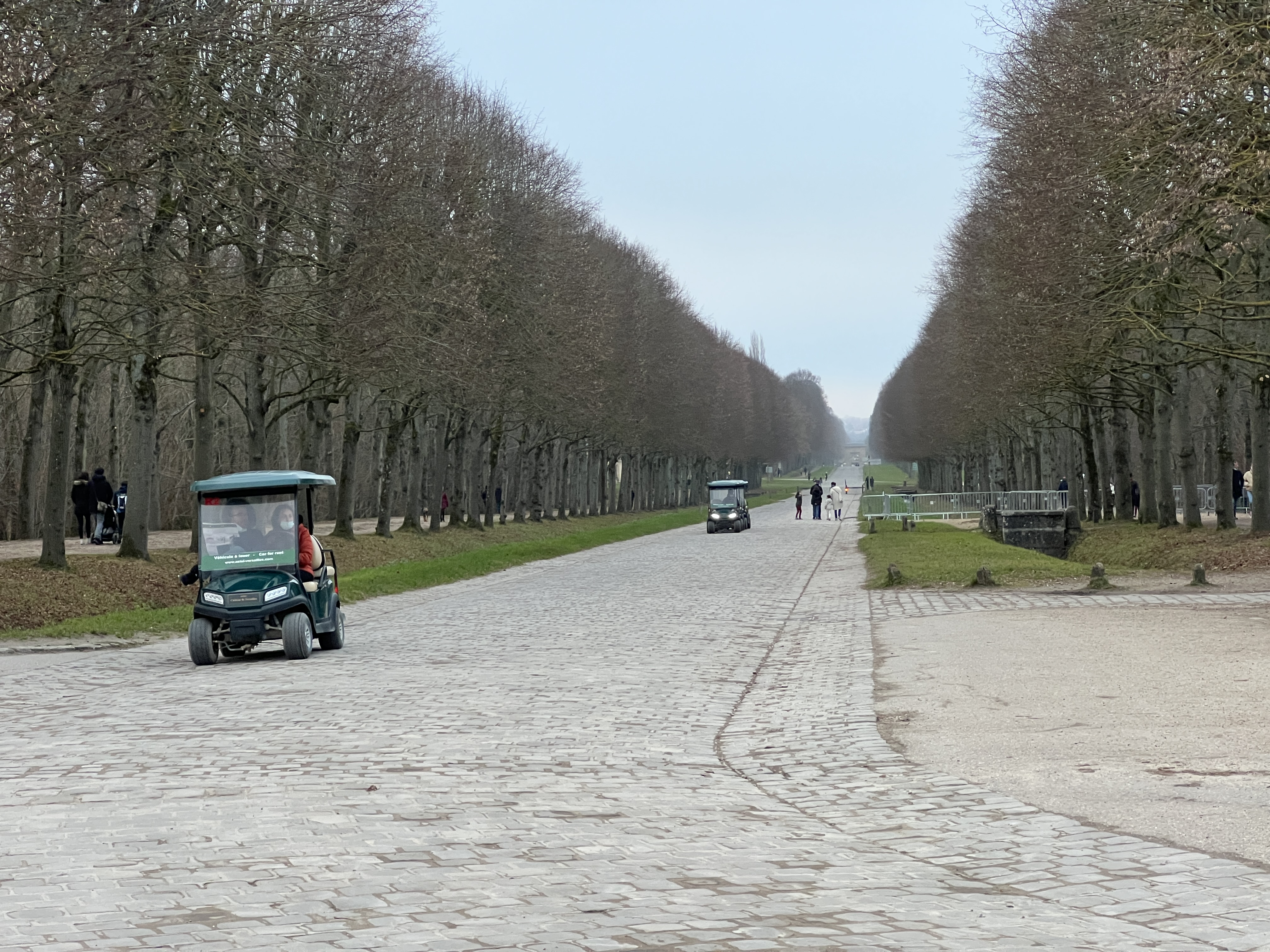
L'attuale viale "Allée Petite Venise" nei Giardini di Versailles

La Petite Venise (in francese Piccola Venezia) è il nome di un complesso di edifici, oggi non più esistenti, costruito durante il regno di Luigi XIV nel parco della Reggia di Versailles per ospitare gli alloggi e il cantiere di tutto il personale addetto al funzionamento, alla manutenzione o alla costruzione della flottiglia reale che navigava sul Grand Canal.
Un complesso di edifici situato all'estremità orientale del Grand Canal, nei pressi della fontana d'Apollo, a metà strada tra il Trianon e la Reggia di Versailles, fu quindi costruito secondo gli standard dell'architettura militare dell'epoca, con una forma rettangolare chiusa e un cortile centrale suddiviso in diverse aree destinate alle attività, agli alloggi, ai magazzini e alle officine.
Il nome “Piccola Venezia” deriva dal dono di quattro gondole con relativi gondolieri veneziani fatto dal Doge di Venezia al re.
Oltre alle gondole e alle barche lunghe, le imbarcazioni tipiche delle regioni francesi o dei paesi stranieri venivano costruite nel loro luogo d'origine, smontate e poi trasportate a Versailles, dove venivano riassemblate alla Petite Venise. Marinai, carpentieri e calafati lavoravano su una flotta variegata che andava dalle barche a remi e dalle gondole alle imbarcazioni più grandi come le galee e le galeote.